# Kyle Turner (Fußballspieler)
Kyle Turner (* 10. November 1997 in Paisley) ist ein schottischer Fußballspieler, der bei Partick Thistle unter Vertrag steht.

## Karriere
Kyle Turner wurde im Jahr 1997 als Sohn des schottischen Fußballspielers Tommy Turner in Paisley geboren, als dieser für den FC St. Mirren spielte. Kyle Turner begann seine Karriere in seiner Kindheit beim Glentyan Boys Club. Später spielte er in den Jugendmannschaften von Partick Thistle, St. Mirren und des FC Stranraer. In Stranraer verbrachte Turner sein letztes Jahr als Jugendspieler in der U20-Mannschaft, ehe er im September 2015 für die erste Mannschaft in der dritten schottischen Liga gegen Stenhousemuir debütierte. In der Saison 2015/16 kam er trotz seines jungen Alters in 17 Ligaspielen zum Einsatz und erzielte ein Tor. Ab der Spielzeit 2016/17 war er als Stammspieler in der Mittelfeldzentrale der „Blues“ gesetzt. Nach vier Jahren und insgesamt 138 Pflichtspielen, in denen ihm 19 Tore für Stranraer gelangen, wechselte der 21-Jährige im Juli 2019 eine Liga höher zum Zweitligisten Dunfermline Athletic.